# ТЕС Ашдод (PAZ)
31°50′50″ пн. ш. 34°41′1″ сх. д. / 31.84722° пн. ш. 34.68361° сх. д.
ТЕС Ашдод (PAZ) – теплова електростанція у центральній частині Ізраїлю в Ашдоді. 
У 2009-му Ашдодський нафтопереробний завод, котрий належить компанії Paz, запустив на своєму майданчику газову турбіну потужністю 49 МВт. В 2011-му до неї приєдналась ще одна газова турбіна з показником у 60 МВт. Хоча кожна з них підключена до котла-утилізатора, проте не з метою створення комбінованого парогазового циклу по виробництву електроенергії – замість парових турбін весь вироблений у котлах пар спрямовується на технологічні потреби НПЗ. Надлишок електроенергії може продаватись іншим підприємствам місцевої індустріальної зони (зокрема, Coca Cola Enterprises) або передаватись до енергосистеми країни. 
Як паливо використовують природний газ, котрий надходить до Ашдоду з офшорних родовищ (у 2004-му почались поставки із Марі-В, а з 2013-го цю функцію перебрало значно більше родовище Тамар). 
У середині 2010-х оголосили про наміри спорудити третій енергоблок потужністю 70 МВт.